# Guillermo Barbadillo Alvarado
Guillermo Barbadillo (Callao, 9 de enero de 1925-Callao, 20 de octubre de 2000) fue un futbolista peruano que jugaba como delantero y fue integrante de la Selección nacional de fútbol del Perú.

## Trayectoria
Se inició en Sport Boys en 1942 siendo su debut en un amistoso contra Newell's Old Boys de Argentina y a final de año se consagraba campeón en su primera temporada. En 1951, consiguió su segundo título nacional, con camiseta rosada, junto a otras figuras como su compadre Valeriano López, Manuel Drago, Pedro y Guillermo Valdivieso.
Viajó a Colombia junto a otros futbolistas peruanos en la época de "el Dorado" donde fue subcampeón con el Deportivo Cali en 1949 convirtiendo 19 goles y siendo uno de los goleadores del campeonato. Luego jugó también con éxito por Alianza Lima logrando un bicampeonato (1954-1955) y conformando el denominado "Nuevo Rodillo Negro" al lado de "Vides" Mosquera, Valeriano López, Félix Castillo y Óscar Gómez Sánchez.
Fue padre de Gerónimo Barbadillo quien fuera seleccionado peruano en la década de 1970. Falleció el 20 de octubre de 2000.

## Selección nacional
Fue internacional con la Selección de fútbol del Perú en 25 partidos entre 1947 y 1956. Participó en los torneos Sudamericanos de 1947, 1953, 1955, 1956 y en los Panamericanos de México de 1956.

### Participaciones en la Selección Peruana
| Competición                  | Sede    | Resultado     |
| ---------------------------- | ------- | ------------- |
| Campeonato Sudamericano 1947 | Ecuador | Quinto puesto |
| Campeonato Sudamericano 1953 | Perú    | Quinto puesto |
| Campeonato Sudamericano 1955 | Chile   | Tercer puesto |
| Campeonato Sudamericano 1956 | Uruguay | Sexto puesto  |
| Campeonato Panamericano 1956 | México  | Cuarto puesto |

## Clubes
| Club              | País              | Año       | Partidos | Goles | Promedio |
| ----------------- | ----------------- | --------- | -------- | ----- | -------- |
| Sport Boys        | Perú              | 1942-1948 | 101      | 42    | 0.42     |
| Deportivo Cali    | Colombia          | 1949      | 27       | 19    | 0.70     |
| Sport Boys        | Perú              | 1950-1953 | 61       | 41    | 0.67     |
| Alianza Lima      | Perú              | 1954-1960 | 126      | 30    | 0.24     |
| Sport Boys        | Perú              | 1961-1962 | 18       | 2     | 0.11     |
| Selección de Perú | Selección de Perú | 1947-1955 | 25       | 3     | 0.12     |
| Total carrera     | Total carrera     | 1942-1962 | 358      | 137   | 0.38     |

## Palmarés

### Campeonatos nacionales
| Título                    | Club         | País | Año  |
| ------------------------- | ------------ | ---- | ---- |
| Primera División del Perú | Sport Boys   | Perú | 1942 |
| Primera División del Perú | Sport Boys   | Perú | 1951 |
| Primera División del Perú | Alianza Lima | Perú | 1954 |
| Primera División del Perú | Alianza Lima | Perú | 1955 |